# Wypoczynek dzieci i młodzieży

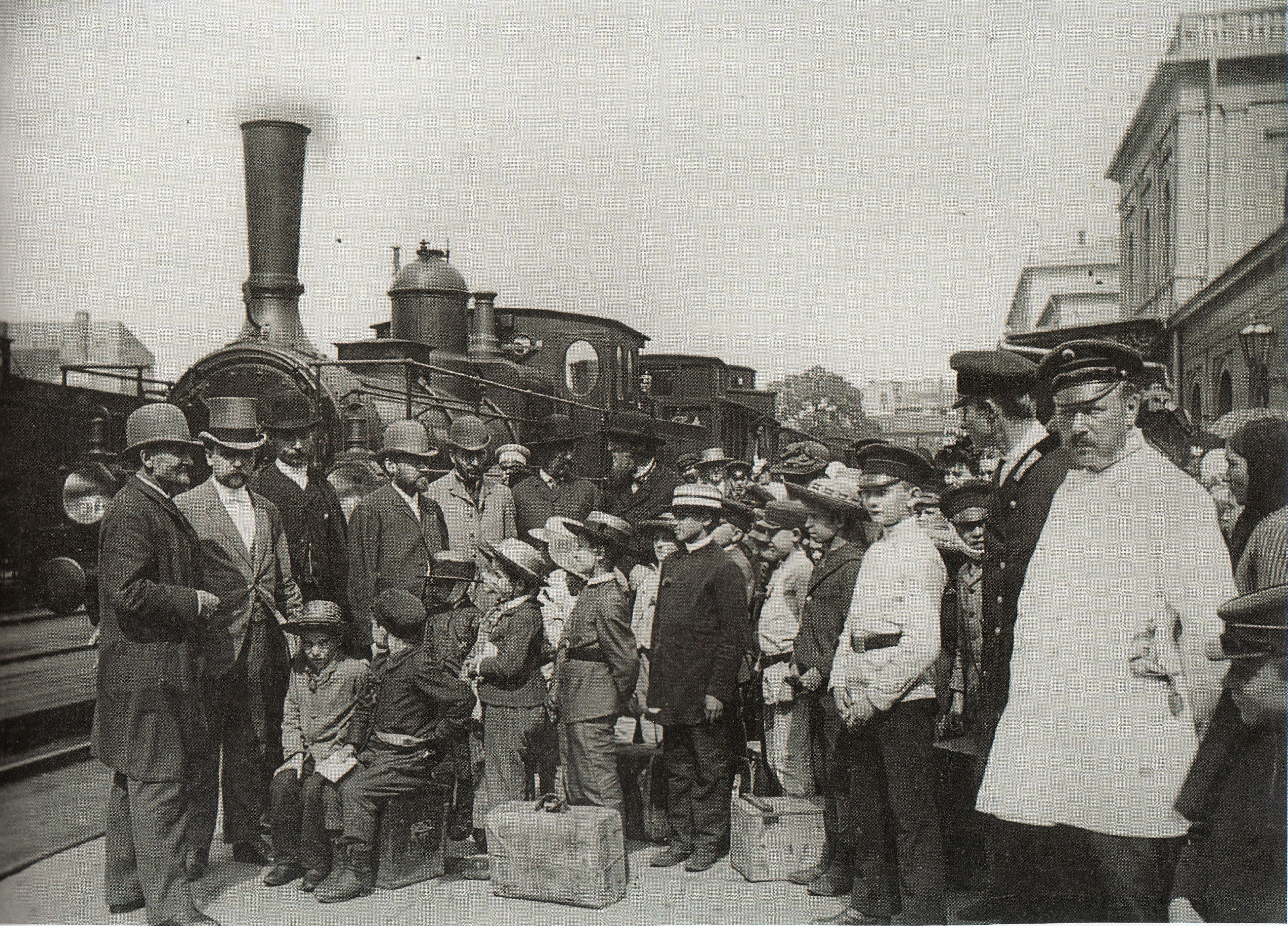
Grupa chłopców wyjeżdżająca na kolonie letnie na Dworcu Wiedeńskim w Warszawie (1892)

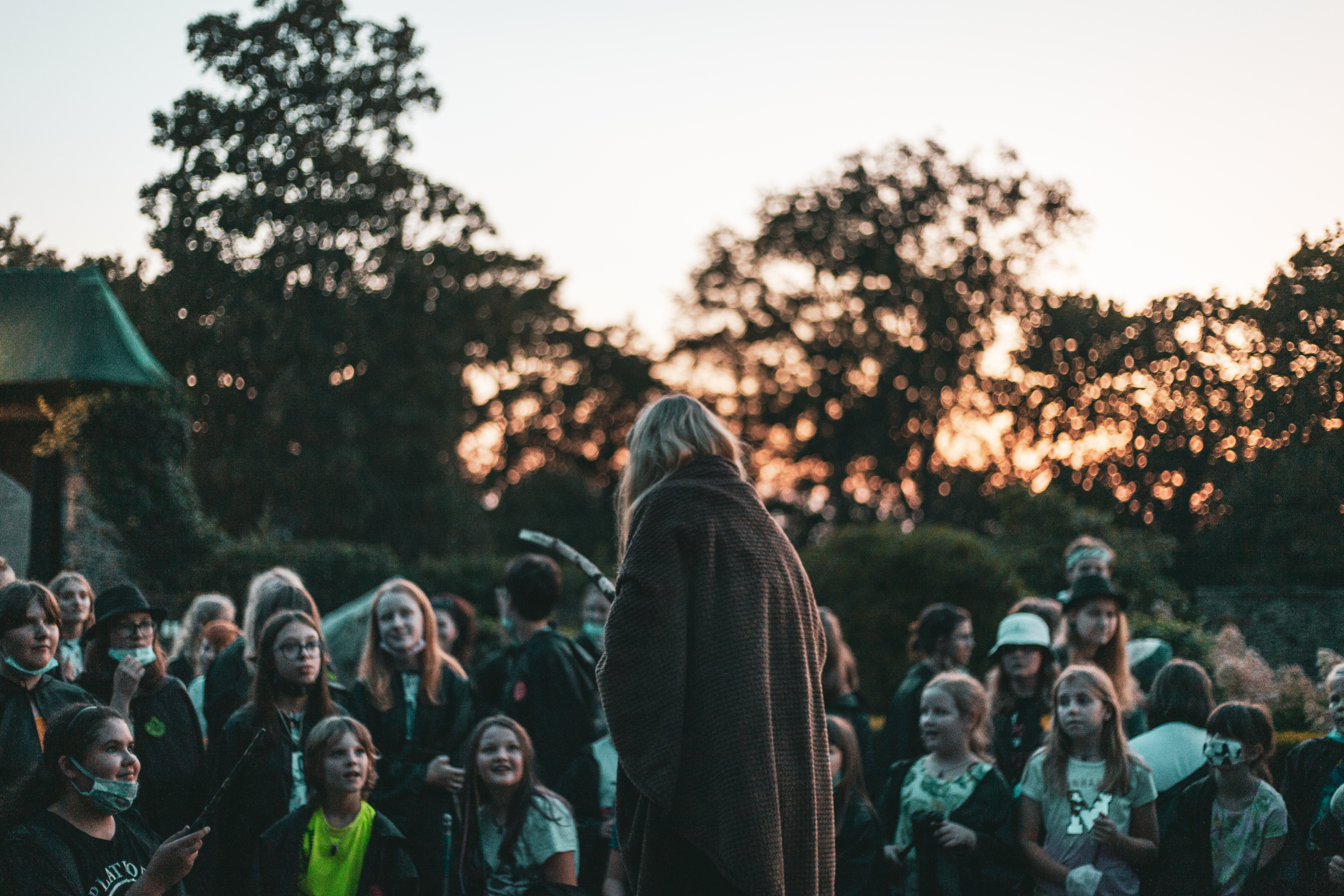
Kolonie tematyczne dla dzieci w Zamku Czocha

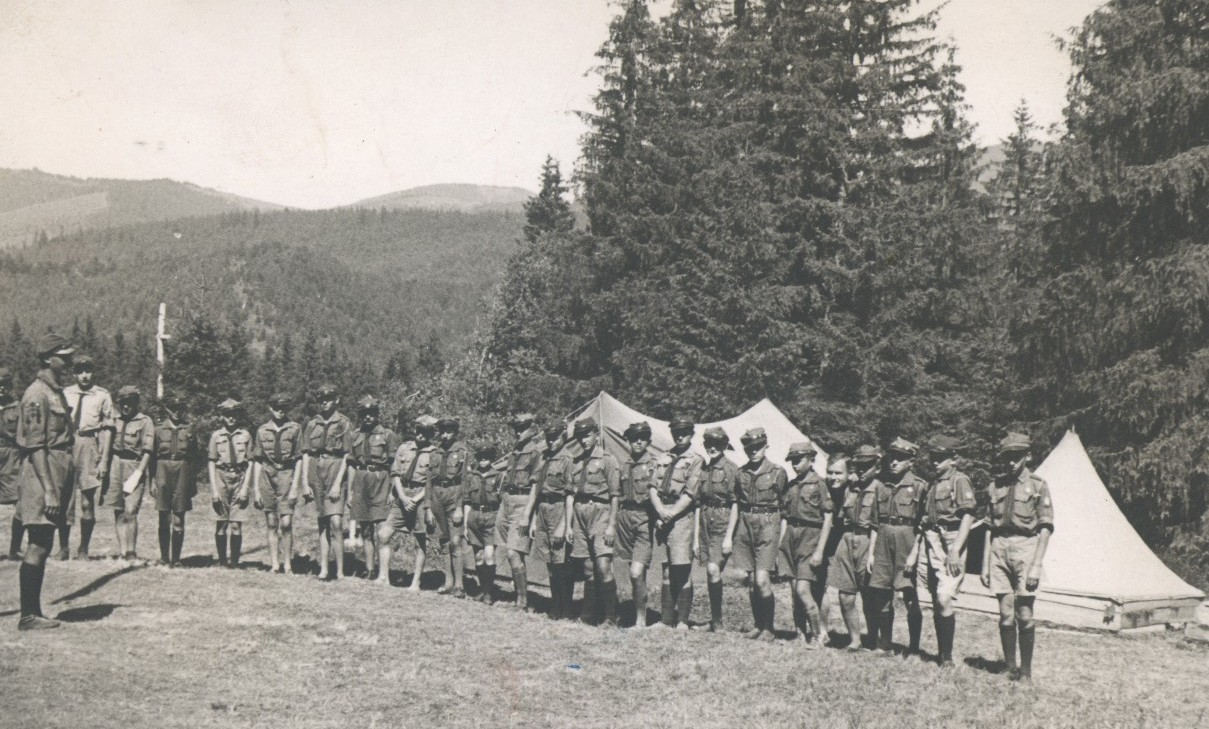
Obóz harcerski w Worochcie (ok. 1934)

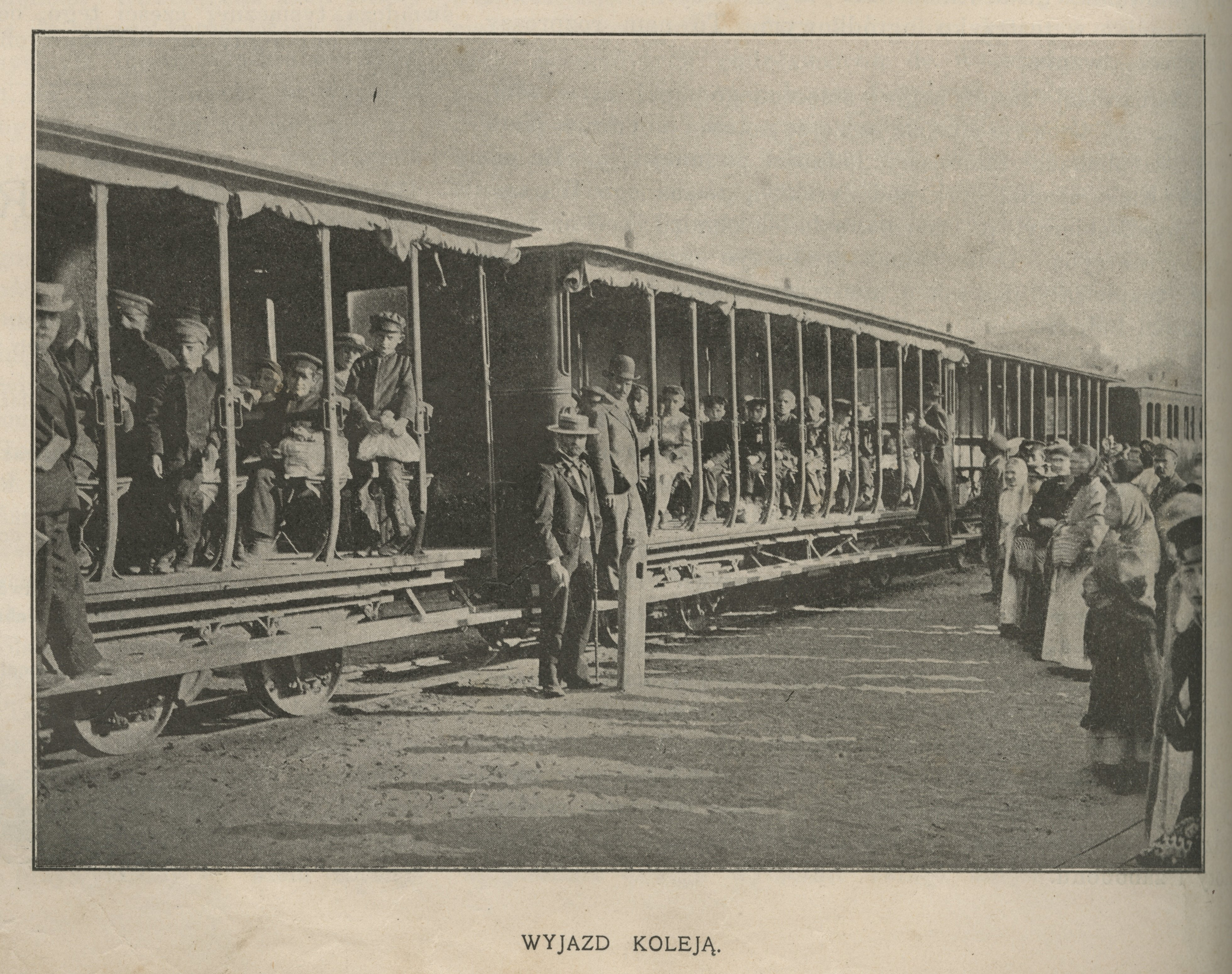
Wyjazd koleją na kolonie w roku 1900

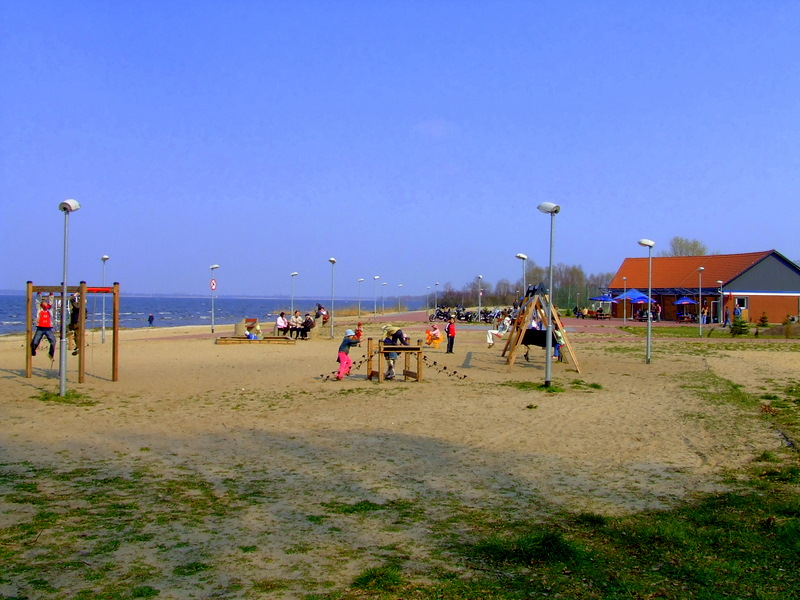
Plaża w miejscowości letniskowo-kolonijnej Trzebież koło Polic, okolice ośrodka kolonijnego

Wypoczynek dzieci i młodzieży – kolonie wypoczynkowe i zdrowotne, obozy (np. obóz harcerski) – stałe i wędrowne, biwaki, zimowiska, półkolonie (formy wypoczynku w miejscu zamieszkania, np. „lato w mieście”) i inne formy wypoczynku grupowego dzieci i młodzieży szkolnej.

## Historia
Kolonie – jako forma wypoczynku dla dzieci – mają swoje początki w okresie przed I wojną światową, szczególnie często organizowały je niemieckie organizacje turystyczne z terenów Śląska oraz Austro-Węgier. W Polsce pierwszym popularyzatorem był Józef Żuliński. Do rozpowszechnienia kolonii i obozów młodzieżowych przyczyniły się Związek Harcerstwa Polskiego, towarzystwa sportowe i organizacje młodzieżowe. Po II wojnie światowej rozwinęła się idea organizacji kolonii letnich dla dzieci. Od roku 1946 dużymi organizatorami kolonii były zakłady pracy oraz Związek Harcerstwa Polskiego.
Obecnie dużymi organizatorami wypoczynku dzieci i młodzieży są w dalszym ciągu organizacje harcerskie, a także firmy turystyczne, które posiadają stosowne uprawnienia organizatorów turystyki wydawane przez właściwego marszałka województwa. 
Od 2002 roku grupa pedagogów i psychologów prowadzi autorski projekt, który nazywany jest wyjazdowym programem edukacyjnym. Popularnością cieszą się kolonie i obozy tematyczne, których konstrukcja oparta jest na tzw. „zabawie tematycznej”, czyli zabawie w „coś” lub w „kogoś”.

## Warunki i zasady organizacji wypoczynku
Od 6 kwietnia 2016 roku obowiązują nowe przepisy rozporządzenia Ministra Edukacji Narodowej z 30 marca 2016 r. w sprawie wypoczynku dzieci i młodzieży. Obowiązują one wszystkich organizatorów wypoczynku dla dzieci i młodzieży.
Warunki i zasady organizacji wypoczynku określa Rozporządzenie Ministra Edukacji Narodowej z dnia 21 stycznia 1997 r. w sprawie warunków, jakie muszą spełniać organizatorzy wypoczynku dla dzieci i młodzieży szkolnej, a także zasad jego organizowania i nadzorowania.
Organizatorzy wypoczynku (szkoły i placówki, osoby prawne i fizyczne) są obowiązani m.in.:
- zgłosić organizowaną formę wypoczynku kuratorowi oświaty właściwemu ze względu na siedzibę organizatora, wraz z informacjami o czasie trwania wypoczynku, liczbie uczestników wypoczynku, programie, rodzaju zakwaterowania, miejscu wypoczynku i opieki medycznej,
- uzyskać zaświadczenie o zgłoszeniu wypoczynku,
- zapewnić uczestnikom bezpieczne i higieniczne warunki w czasie wypoczynku,
- zapewnić uczestnikom właściwą opiekę medyczną,
- zatrudniać odpowiednio przygotowaną kadrę pedagogiczną.

Zgłoszone dane o formach i organizatorach wypoczynku publikowane są przez kuratora oświaty w publicznej bazie danych.
W przypadku wypoczynku organizowanego poza terytorium RP wymaga się, aby kierownik lub przynajmniej jeden wychowawca znał język obcy w stopniu umożliwiającym porozumienie się.
Rozporządzenie określa ponadto m.in.: 
- warunki, jakie musi spełnić kierownik wypoczynku (nauczyciel, czynny instruktor harcerski w stopniu co najmniej podharcmistrza lub inna osoba, posiadająca co najmniej trzyletni staż pracy opiekuńczo-wychowawczej lub dydaktyczno-wychowawczej),
- warunki, jakie musi spełnić wychowawca,
- obowiązki wychowawcy,
- liczbę uczestników wypoczynku przypadających na jednego opiekuna,
- prawo pierwszeństwa w korzystaniu z wypoczynku finansowanych z budżetu państwa.

Rozporządzenie po zmianach obowiązujących od 1 marca 2010 zlikwidowało karty kwalifikacyjne obiektu.